# La Crème de la crème
La Crème de la crème é um filme de comédia dramática francês de 2014 dirigido por Kim Chapiron. O filme recebeu três indicações no 20º Prêmio Lumière, onde Thomas Blumenthal e Jean-Baptiste Lafarge foram indicados para melhor revelação masculina e Alice Isaaz para melhor revelação feminina.

## Sinopse
Quiet Kelia acaba de ingressar em uma prestigiada escola de negócios na França (alguns meios de comunicação presumirão que é a HEC Paris). Numa festa, ela conhece Dan, um impopular estudante do segundo ano cuja inteligência é governada por uma avaliação fria do valor comercial de tudo. O colega de quarto de Dan, Jaffar, sempre não tem sucesso com as meninas. Kelia e Dan então ficam noivos de uma jovem e a pagam para acompanhar Jaffar em uma noite para aumentar seu capital sedutor com as meninas da escola. Louis, um estudante de Versalhes, destaca isso, que propõe a Dan e Kelia que colaborem e estendam a estratégia a todos aqueles estudantes que desejam aumentar seu 'capital' de sedução. Consiste na criação de um clube de prostituição "Les amadores de Cigares". O subtítulo do filme refere-se ao respeito pelas normas do mercado; eles contratam jovens para participar de festas. Kelia recruta clientes, Louis cuida deles e Dan cuida das contas. Kelia, que finge ser lésbica com as amigas, se sente atraída por Louis, que confia em seu charme, ao contrário de Dan. De aniversário, Kelia e Louis oferecem Dan Eulalie, recrutado em uma perfumaria. Dan recusa o presente, embora eles acabem se vendo, embora Eulalie esteja trabalhando para eles. Os negócios vão bem e eles se expandem para uma faculdade de engenharia. No entanto, eles são chamados e encarregados de fazer compras. Eulalie se afasta de Dan, com muito ciúme. Kelia tenta provar ao diretor que eles são os melhores alunos do campus, pois aplicaram com sucesso os métodos que aprenderam. No conselho disciplinar, Louis e Kelia se beijam.

## Elenco
- Thomas Blumenthal como Dan
- Alice Isaac como Kelly
- Jean-Baptiste Lafarge como Louis
- Karim Ait M'Hand como Jaffar
- Marine Sainsily como Eulalie
- Marianne Denicourt como mãe de Louis
- Bruno Abraham-Kremer como pai de Dan
- Jenna Thiam como a vendedora de fotocópias
- Noémie Merlant como a ruiva
- Lucas Bravo como Antoine Mufla